# Domnești (Ilfov)
Pour les articles homonymes, voir Domnești.
Domnești est une commune du județ d'Ilfov en Roumanie.